# Água cinza
Água cinza ou águas cinzentas é qualquer água residual, ou seja, não-industrial, originada a partir de processos domésticos como lavar louça, roupa e tomar banho. A água cinza corresponde a 50 a 80% do esgoto residencial. Composto de água residual gerados a partir de todas as casas saneadas, exceto dos vasos sanitários (que são águas negras). 

## Introdução
Por conta do aumento populacional e o consequente aumento de demanda por água potável, o estilo de vida em áreas muito urbanizadas tem sido alterado. Uma das mudanças que tem acontecido está relacionada ao consumo de água, principalmente no que tange às fontes alternativas de água. O tratamento e reuso de água cinza tem sido, a cada dia que passa, um requisito básico para muitos moradores de grandes cidades.

Água cinza pode ser conceituada como qualquer efluente gerado por uma residência, excluindo o esgoto sanitário. A grande diferença entre a água cinza e o esgoto é a carga de matéria orgânica, onde o esgoto possui concentração mais elevada deste contaminante. Algumas pessoas consideram também o efluente gerado pela pia da cozinha como esgoto, devido a alta carga de matéria orgânica proveniente desta fonte, quando comparado com efluente de banho ou da área de serviço.

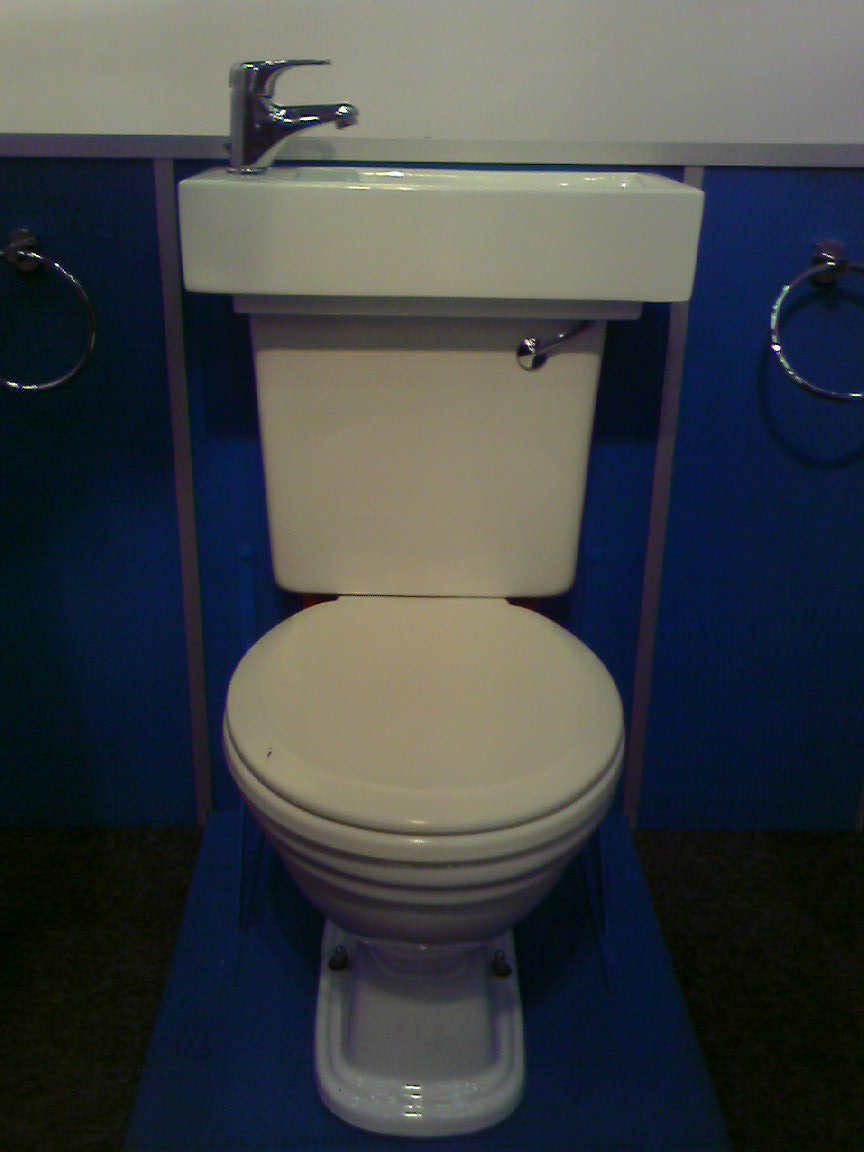
Reciclagem da água cinza

## Definição
A água cinza se distingue da água negra pela quantidade e composição dos seus produtos químicos e contaminantes biológicos (de fezes ou substâncias químicas tóxicas). Recebe este nome pela sua aparência turva e de seu status como inútil (água branca da água subterrânea ou água potável), nem poluída (águas negras). De acordo com esta definição, ela possui resíduos de alimentos significativos ou em altas concentrações de produtos químicos tóxicos de limpeza doméstica, etc.
Nos últimos anos, obteve-se uma preocupação sobre a diminuição das reservas de águas subterrâneas e o sobrecarregamento ou das caras estações de tratamento do esgoto que geram muito interesse na reutilização ou reciclagem de águas cinzas, tanto domesticamente como para uso em irrigação comercial. No entanto, as preocupações com potenciais para a saúde e os riscos ambientais significam que muitas jurisdições demandam tais intensivos sistemas de tratamento para reutilização legal de água cinza de que o custo comercial que é maior que o da água doce. Apesar destes obstáculos, água cinza é frequentemente reutilizada para irrigação, de forma ilegal ou não. Em regiões secas ou áreas atingidas por proibições de mangueiras (restrições de irrigação), a água cinza é levada informalmente por baldes. No terceiro mundo, a reutilização de água cinza é frequentemente não regulamentada e é comum. Atualmente, a reciclagem dessa água é mal compreendida comparada com a eliminação.

## Despejo e Tratamento
O tratamento e reuso de água cinza podem ser realizados por várias formas. Os métodos selecionados devem ser seguros para a saúde e não prejudiciais ao meio ambiente.
O tratamento e reuso de água cinza pode ser realizado utilizando microrganismos, plantas, agentes químicos e/ou físicos, onde o melhor método pode variar de acordo com a aplicação. Em residências, por exemplo, o método físico-químico tende a ser a melhor opção, porém cada caso deve ser analisado individualmente.

### Onde a água cinza pode ser usada
Passando por um tratamento adequado, a água cinza pode ser utilizada em vários pontos de uma casa ou empresa. Estes usos incluem água para lavação, para descarga de banheiros, irrigação de plantas (que gerem, ou não, comida) e limpeza de pisos. A água cinza é uma excelente fonte nutrientes (tais como o Fósforo e o Nitrogênio) para as plantas.

### Os benefícios de reutilizar a água cinza
O tratamento e reuso de água cinza não diminuem a qualidade de vida, na verdade, isso pode nos trazer benefícios em muitos níveis.
Dois grandes benefícios em reutilizar o tratamento e reuso de água cinza são:
1. Redução da necessidade de água potável. Economizar no consumo de água potável reduzirá significativamente a conta de água de sua casa ou empresa.
2. Redução da quantidade de efluente gerado, novamente gerando um benefício para sua conta de água, além de exigir uma demanda menor de tratamento de efluente para cada residência.[3]

### Na aviação

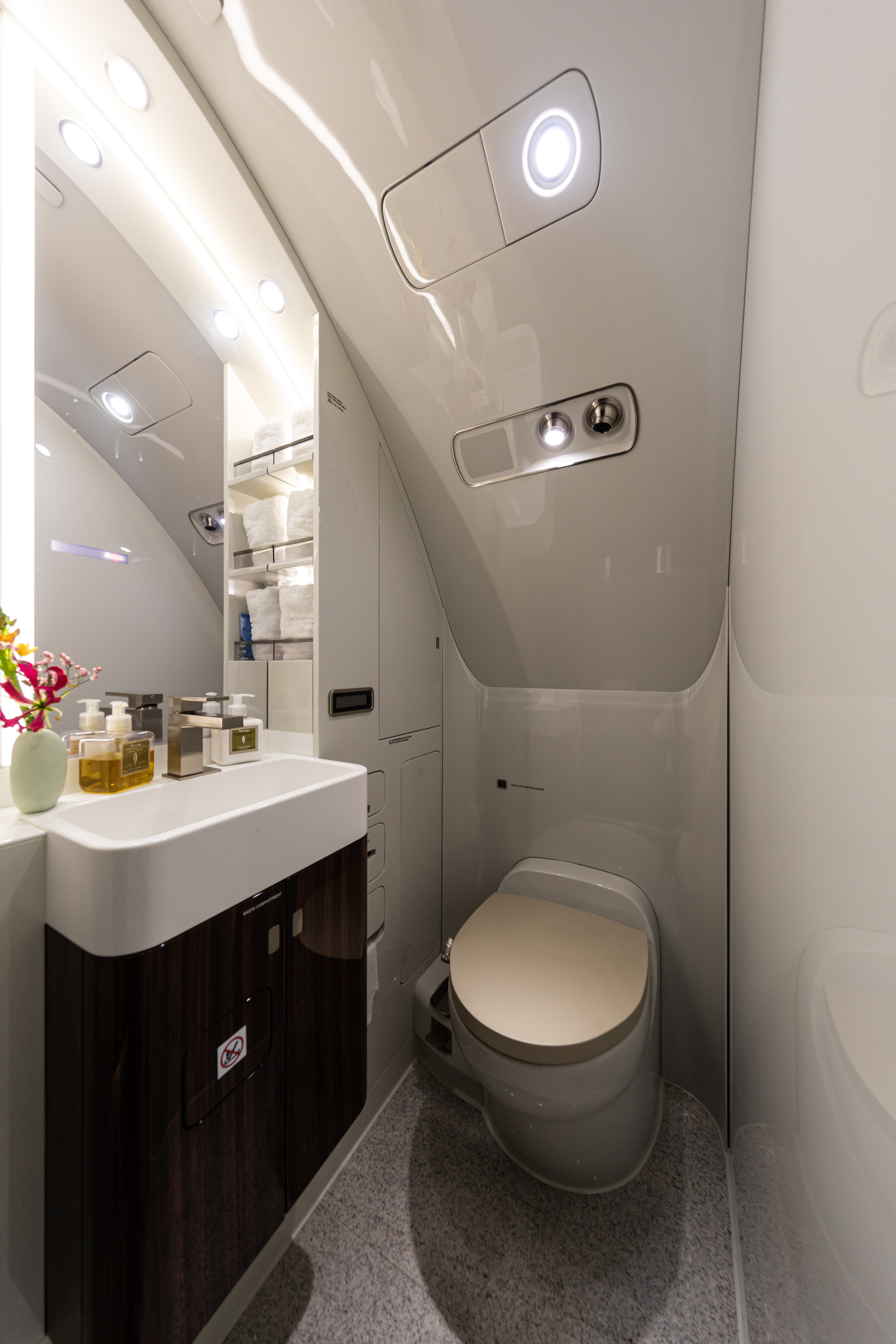
Lavatório de aeronave fabricada pela Embraer

Nos aviões, a água cinza proveniente das pias dos lavatórios é coletada por tubulações e sistemas dedicados. Esses sistemas são projetados para garantir a separação entre a água cinza e a água negra, minimizando os riscos de contaminação. Dessa forma, a água despejada nas pias normalmente é lançada na atmosfera, enquanto a água usada nas descargas sanitárias fica retida em tanques aguardando a retirada pelo time de manutenção dos aeroportos.
A prática comum na maioria das aeronaves projetadas atualmente é efetuar a dispersão de toda a água cinza proveniente das pias dos lavatórios diretamente na atmosfera durante o voo. Isso é feito por meio de um sistema de válvulas onde ela se dispersa e provavelmente evapora antes de atingir o solo.
Na parte de baixo das aeronaves, existem várias aletas que fazem a função de drenos.  A água cinza que desce pelas torneiras da aeronave localizadas nas pias dos banheiros e das galleys é liberada na atmosfera durante o voo por essas válvulas, usando a sucção causada pela diferença de pressão entre a parte interna e externa da aeronave.
Para evitar eventuais entupimentos por congelamento dessas águas, os drenos são eletricamente aquecidos. Uma vez liberados na atmosfera, a água cinza normalmente é instantaneamente vaporizada pelo fluxo de ar em alta velocidade.
No entanto, essa prática gera algumas preocupações ambientais, uma vez que a água cinza pode conter pequenas quantidades de detergentes, sabões, coliformes e outras bactérias, além de diversos contaminantes provenientes de atividades de higiene pessoal a bordo. Embora essas concentrações sejam geralmente baixas, existe o potencial de impactos negativos em ecossistemas sensíveis.
Uma exceção em relação ao despejo atmosférico consiste no Boeing 787, o qual adota um mecanismo mais complexo envolvendo a filtragem da água despejada nas pias para reuso pela descarga dos vasos sanitários. Embora adicione significativo peso extra na aeronave, estimativas indicam que esta massa adicional seja compensada pela economia na quantidade de água transportada nos tanques da aeronave e pela redução do arrasto aerodinâmico decorrente da eliminação dos mastros dos drenos presentes na fuselagem das aeronaves para realizar o despejo de água cinza na atmosfera.